# Sonia Álvarez Leguizamón
Sonia Álvarez Leguizamón (16 de janeiro de 1954, Salta) é uma socióloga e antropóloga argentina. Ela obteve um diploma de bacharel em serviço social pela Universidade Católica de Salta e um mestrado em desenvolvimento sociologia pela Universidade Nacional de Córdoba. Ela se doutorou na Universidade de Sevilha em Antropologia Social e Cultural.

## Biografia
Álvarez Leguizamón é conhecida por seu trabalho sobre a pobreza. Ela é especializada em questões de antropologia urbana a nível regional, atuando em atividades científicas e acadêmicas, como professora associada na Faculdade de Humanidades da Universidade Nacional de Salta, onde também atuou como Diretora do Programa de Mestrado em Política Social.
Sua pesquisa inclui tópicos sobre as políticas sociais e a história na Argentina; a história dos processos de produção de pobreza e desenvolvimento na América Latina; e a análise do desenvolvimento humano no debate da biopolítica como parte da construção e produção de desigualdade e pobreza no contexto de gestões neoliberais. Ela serviu como pesquisadora-chefe em vários projetos, tais como CIUNSa, o CONICET, AECI e a UNESCO.